# Grimme-Gruppe
Grimme-Gruppe (datterselskab Grimme Landmaschinenfabrik GmbH & Co. KG) er en tysk producent af jordbrugsmaskiner til kartofler, sukkerroer og grøntsager. De har hovedkvarter i Damme, Niedersachsen. I 2020 havde de 2.700 ansatte og en omsætning på 453 mio. euro.
I 1861 grundlagde Franz Carl Heinrich Grimme en smedje.